# Krynica Morska
Krynica Morska (germană Kahlberg) este un oraș în Polonia.